# كأس ديفيز 2005
كأس ديفيز 2005 هو الموسم 94 من  كأس ديفيز. أقيم خلال الفترة 4 مارس 2005 وحتى 4 ديسمبر 2005، وفاز فيه منتخب كرواتيا لكأس ديفيز.